# 宝城湾
宝城湾（ポソンマン、보성만）は、全羅南道高興郡の南海岸にある湾で、高興半島によって遮られている。海岸線の長さは、55.5km。春と夏に南海海流に沿って、イシモチ・タチウオ・サワラ・鯛・ニベ・アジが産卵のために北上してくる。また、韓国海苔と牡蠣の養殖が盛んである。